# جوزفين بريغز
جوزفين بريغز (بالإنجليزية:Josephine P. Briggs) هي طبيبة أمراض الكلى أمريكية، وتعمل حاليًا كمدير للمركز الوطني للصحة التكميلية والتكاملية (المركز الوطني للطب التكميلي والبديل سابقًا)، وهي إحدى وكالات معاهد الصحة الوطنية الأمريكية.

## النشأة والتعليم
وُلدت بريغز في تورونتو، أونتاريو، كندا لأب فيزيائي، وهي أخت لأخين. انتقلت عائلتها إلى الولايات المتحدة عندما كانت في الخامسة من عمرها، وأصبحت مواطنة أمريكية في سن الحادية عشرة. تفوقت في الرياضيات والفيزياء والعلوم الأخرى في المدرسة الثانوية.
حصلت بريغز على درجة البكالوريوس من كلية رادكليف في عام 1966م في علم الأحياء، ثم حصلت على درجة الدكتوراه من كلية الطب بجامعة هارفارد في عام 1970م، ثم أكملت الإقامة في الطب الباطني وزمالة أمراض الكلى في مدرسة طب ماونت سيناي. عملت بريغز في جامعة جامعة لودفيغ ماكسيميليان في ميونخ لمدة ست سنوات كعالمة أبحاث.

## حياتها المهنية
انضمت بريغز في عام 1985م إلى جامعة ميشيغان، حيث عملت أستاذًا بدوام كامل في قسم أمراض الكلى من عام 1993 إلى 1997. انضمت بريغز في عام 1997 إلى المعاهد الوطنية للصحة وأصبحت مديرًا لقسم الكلى والمسالك البولية وأمراض الدم في المعهد الوطني للسكري وأمراض الجهاز الهضمي والكلى. أصبحت بريغز في عام 2006 موظفة علمية كبيرة في معهد هوارد هيوز الطبي، وهي منصب شغلته حتى عام 2008 عندما تم تعيينها مديرًا للمركز الوطني للصحة التكميلية والتكاملية.

## آرائها
لم تستخدم بريغز الطب البديل اعتبارًا من عام 2009 في ممارستها. نشرت بريغز في عام 2010 دراسة مولتها مؤسسة NCCAM التي وجدت أن نبات القنفذية لم يكن فعالًا في علاج نزلات البرد. ردت بريغز على الدراسة بأن المركز لا ينوي تمويل أي مزيد من البحوث على نبات القنفذية. قالت بريغز في عام 2012 لصحيفة واشنطن بوست أن التدليك بدا كعلاج فعال لآلام الظهر. قالت بريغز في عام 2014، ردًا على إعلان الحكومة الأمريكية أنها ستنفق ملايين الدولارات على دراسة ألم أفراد الجيش، إن «الحاجة إلى خيارات العلاج غير الدوائية هي ضرورة ملحة وصحية في مجال الصحة العامة».

## وصلات خارجية
- Josephine Briggs at جوجل سكولار